# Luis Ladaria Ferrer
Pour les articles homonymes, voir Ferrer.
Luis Francisco Ladaria Ferrer, né le 19 avril 1944 à Manacor (Espagne), est un prêtre catholique espagnol, membre de la Compagnie de Jésus, professeur de théologie à l'université grégorienne et de 2017 à 2023, préfet de la Congrégation pour la doctrine de la foi après en avoir été le secrétaire pendant neuf ans. Il est créé cardinal au cours du consistoire du 29 juin 2018.

## Biographie

### Jeunesse et formation
Né à Manacor, sur l'île de Majorque, en Espagne, Luis Ladaria Ferrer a étudié à l'université de Madrid, où il a obtenu un diplôme en droit en 1966, puis entre dans la Compagnie de Jésus le 17 octobre de la même année. Sa formation spirituelle initiale terminée, il poursuit ses études à l'université pontificale de Comillas à Madrid et à la faculté de théologie Sankt Georgen de Francfort.

### Prêtre et universitaire
Ordonné prêtre le 29 juillet 1973, il présente une thèse de doctorat intitulée Le Saint-Esprit chez saint Hilaire de Poitiers à l'université pontificale grégorienne de Rome en 1975. La même année, il devient professeur de théologie dogmatique à l'université pontificale de Comillas, avant d'assurer le même poste à l'université pontificale grégorienne en 1984. Ladaria fut vice-recteur de la Grégorienne de 1986 à 1994, puis membre de la Commission théologique internationale de 1992 à 1997. Il a aussi servi comme consulteur auprès de la Congrégation pour la doctrine de la foi à partir de 1995.
En mars 2004, il est nommé secrétaire-général de la Commission théologique internationale. À partir de 2006, il a mené l'évaluation du concept des limbes, c'est-à-dire du sort des enfants morts sans avoir reçu le sacrement du baptême, et se range à l'opinion qu'il existe un espoir que ces derniers puissent malgré tout trouver le salut et jouir de la vision béatifique.

### Archevêque
Le 9 juillet 2008, le pape Benoît XVI le nomme secrétaire de la Congrégation pour la doctrine de la foi. Il reçoit à cette occasion le titre d'archevêque in partibus de Thibica (de), étant ordonné évêque le 26 juillet 2008. Il succède ainsi à Angelo Amato, nommé préfet de la Congrégation pour la cause des saints, comme numéro deux de la congrégation, sous l'autorité du cardinal Levada, tout en conservant son rôle antérieur à la Commission théologique internationale.
Montrant une prédilection pour la patrologie et la christologie Luis Ladaria Ferrer est nommé consultant auprès de la Congrégation pour les évêques le 23 novembre 2008, et auprès du Conseil pontifical pour la promotion de l'unité des chrétiens le 31 janvier 2009.
Il démissionne de son poste de secrétaire-général de la Commission théologique internationale le 22 avril 2009 où il est remplacé par Charles Morerod, prêtre dominicain.
Le 1er juillet 2017, le pape François le nomme à la tête de Congrégation pour la doctrine de la foi en remplacement du cardinal Gerhard Müller dont le mandat n'est pas renouvelé.

### Couverture d'abus sexuels

#### L'affaire Trotta
Dans plusieurs articles de La Repubblica et du Monde, Luis Ladaria est accusé d'avoir insuffisamment œuvré contre les prêtres pédophiles. Il aurait, en particulier, renvoyé à l'état laïque un prêtre accusé d'abus sexuels sur mineurs, mais tout en précisant explicitement dans une lettre que ses agissements ne devaient pas être signalés à la justice,. L'ex-prêtre, Gianni Trotta, devient alors entraîneur de football et agresse une dizaine de mineurs entre 2012 et 2014, et est, en 2016, condamné à 8 ans de prison pour violences sur un enfant de 12 ans. En 2019, Trotta est reconnu coupable de violences sexuelles aggravées, production et diffusion de pédopornographie et sollicitation de mineurs et est condamné à un total de 20 ans de prison pour les crimes commis en 2014 contre 10 mineurs âgés de 11 à 13 ans. Les juges de ce dernier procès insistent à nouveau sur l'attitude des supérieurs du prêtre qui « gardèrent un silence absolu, lui permettant même de continuer à porter le clergé et d'être appelé Don Gianni, permettant ainsi à l'accusé de continuer avec des mineurs et d'en faire l'objet de ses abominables perversions ».

#### L'affaire Preynat
Dans le cadre de l'affaire du cardinal Barbarin, Ladaria Ferrer est cité à comparaître en 2018 par un tribunal lyonnais à la suite de la découverte lors d'une perquisition à l'archevêché d'une lettre adressée au cardinal Barbarin où il lui recommandait « les mesures disciplinaires adéquates [contre le père Bernard Preynat] tout en évitant le scandale public », ce qui pouvait constituer une complicité de non-dénonciation de crime. Le Saint-Siège refuse alors de donner suite à la citation le 17 septembre 2018 en invoquant l'immunité de Ladaria « dans l'exercice de fonctions souveraines ».

### Cardinal
Le 20 mai 2018, le pape François annonce qu'il sera créé cardinal au consistoire du 29 juin 2018.
Le mercredi 30 mai 2018 dans L'Osservatore Romano, il fait publier une tribune revenant sur la lettre apostolique Ordinatio Sacerdotalis. Il cherche à couper court dans cette tribune à toute rumeur qui dans certains pays remet en cause le caractère définitif de la lettre, car elle n'aurait pas été définie ex cathedra. Le futur cardinal affirme donc l'impossibilité de conférer l'ordination sacerdotale à des femmes, comme « une vérité qui appartient au dépôt de la foi », cette impossibilité appartenant donc à la « substance du sacrement ».
Le pape François le crée cardinal au cours du consistoire ordinaire public du 28 juin 2018, en lui conférant le titre de cardinal-diacre de Sant'Ignazio di Loyola a Campo Marzio.
Le 1er juillet 2023, son mandat de préfet arrivant à échéance, le Pape nomme l'archevêque argentin Víctor Manuel Fernández pour lui succéder à partir de la mi-septembre 2023.
Fin septembre 2023, il annonce qu'il ne participera pas au Synode sur la synodalité, alors qu'il faisait partie des membres directement nommés par le pape François. Sa démission pourrait être liée à la remise en cause des procédures de l'enquête sur Mario Rupnik concernant des abus sexuels.
Le 19 avril 2024, il atteint l'âge de 80 ans, ce qui l'empêche de participer au conclave devant désigner le successeur du pape François.

## Publications
Luis F. Ladaria est l'auteur de plusieurs ouvrages, dont deux ont été traduits en langue française.
- Mystère de Dieu, mystère de l'homme - Théologie trinitaire, Paris, Parole et silence, 2011
- Mystère de Dieu, mystère de l'homme - Anthropologie théologique, Paris, Parole et silence, 2011

Il a également rédigé la préface à la traduction française de la somme d'Antonio Orbe (es), Introduction à la théologie des IIe et IIIe siècles, Paris, Cerf, 2012.